# Dipropilamina
La dipropilamina es una amina secundaria con fórmula molecular C6H15N.
- Datos: Q410621
- Multimedia: Dipropylamine / Q410621